# Штаудт, Карл Георг Христиан
Карл Георг Христиан фон Штаудт  — немецкий математик, основные труды которого относятся к проективной геометрии.

## Биография
С 1822 по 1827 годы работал учителем гимназии в Вюрцбурге и приват-доцентом университета того же города.
До 1835 года учителем гимназии в Нюрнберге и там же преподавателем политехнической школы.
С 1835 года и до конца жизни — профессор математики в эрлангенском университете.

## Вклад
Им была доказана основная теорема проективной геометрии, дающая, эквивалентность геометрического и алгебраического определений проективного преобразования.
Самым замечательным сочинением Штаудта, сразу поставившим его в ряд геометров, создателей синтетической геометрии, было вышедшее отдельным изданием «Geometrie der Lage».
Существенным и главным отличием книги Штаудта от предшествовавших ей сочинений того же рода, и вместе с тем её целью, являлось совершенное устранение вычисления и метрических отношений.
Ту же цель разделяло с этой книгой Штаудта служащее прибавлением к ней «Beiträge zur Geometrie der Lage» (1856—60).
Последним, вышедшим в отдельном издании, сочинением Штаудта было «Von d. reellen und imaginären Halbmessern der Curven und Flächen II Ordnung» (1867).

## Память
В честь Штаудта названа присуждаемая работающим в Германии математикам премия.